# Петрушевич Іван
Іван Теофілович Петрушевич (29 квітня 1875, Єзупіль, на Станиславівщині (нині Івано-Франківської області) — 28 липня 1947) — український письменник, кооператор, сценарист, перекладач, громадсько-культурний діяч української діаспори в Канаді, Америці. Псевдонім: Е. Van Pedroe-Savidge.

## Життєпис
Народився в родині греко-католицького священника.

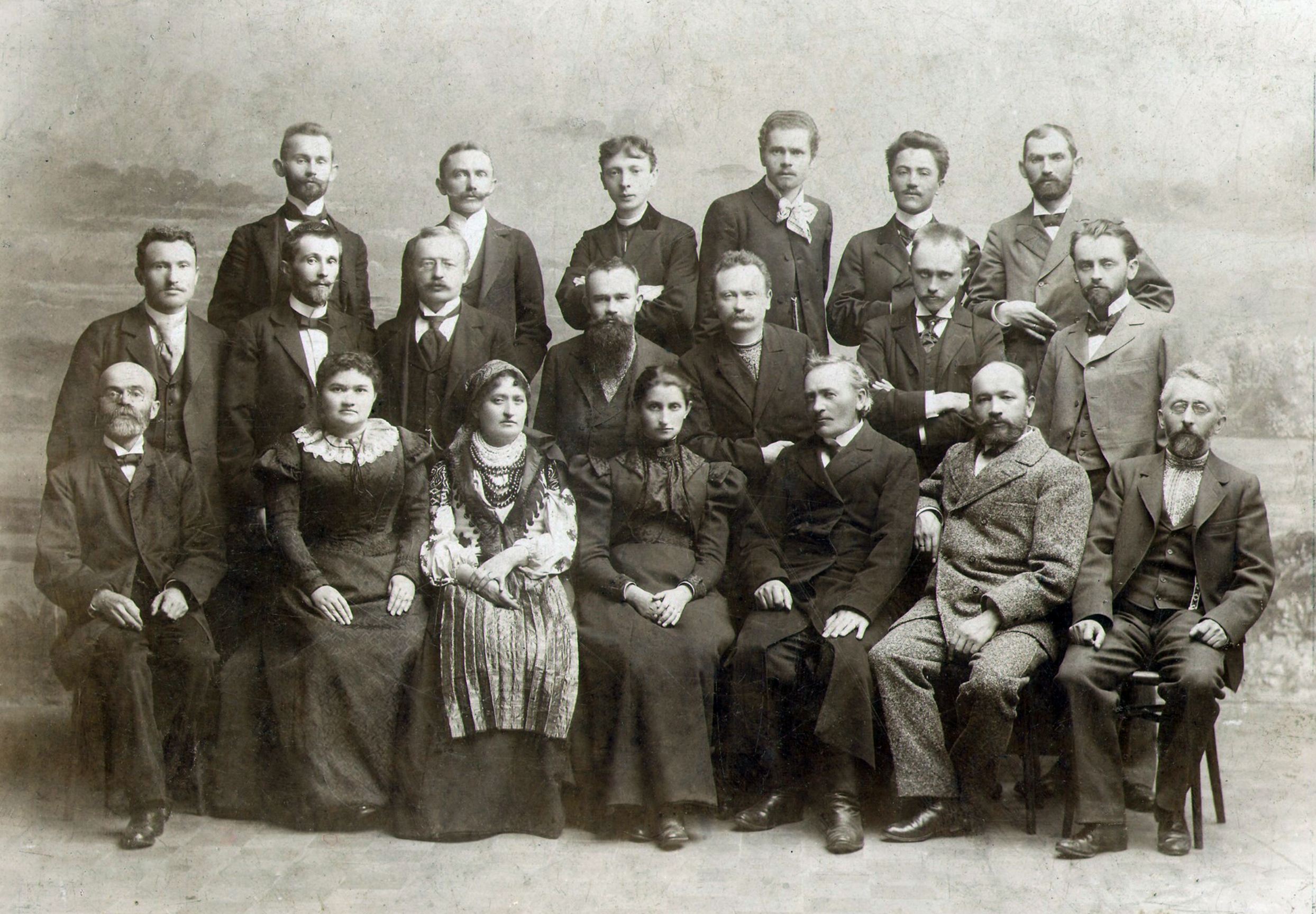
Учасники з'їзду українських письменників у Львові з нагоди 100-річчя виходу в світ «Енеїди» Котляревського, 1898 р: Сидять у першому ряду: Михайло Павлик, Євгенія Ярошинська, Наталія Кобринська, Ольга Кобилянська, Сильвестр Лепкий, Андрій Чайковський, Кость Паньківський (старший). Стоять у другому ряду: Іван Копач, Володимир Гнатюк, Осип Маковей, Михайло Грушевський, Іван Франко, Олександр Колесса, Богдан Лепкий. Стоять у третьому ряду: Іван Петрушевич, Філарет Колесса, Йосип Кишакевич, Іван Труш, Денис Лукіянович, Микола Івасюк.

Закінчив Станіславську гімназію, навчався в університетах Львова, Гайдельберга, Єни.
У 1905 р. виїхав для навчання до Англії, де набрався кооперативного досвіду у Гартлепулі. Брав участь у Лондонському Кооперативному Конгресі. В 1905 р. на сторінках журналу «Економіст» з'явився його опис споживчого кооперативу.
При поверненні в Україну, працює секретарем в «Народній Торгівлі», згодом назив. Союз Торговельних Спілок. Активно поширює кооперативні ідей на Галичині, знайомить західне суспільство з подіями в Україні.
Був діячем українського товариства «Просвіта» (зокрема, на перших Загальних зборах Бучацької повітової філії «Просвіти» 25 березня 1908 р. був представником матірного товариства зі Львова), секретарем Наукового товариства ім. Т. Шевченка, співробітником «Літературно-наукового вісника» (1898—1899 роки). Політичні науки студіював у Празі, економічні — в Лондоні. Брав участь у діяльності багатьох кооперативних установ Галичини, Англії, Канади, представляв Галичину на міжнародних кооперативних конгресах.
Емігрував 1913 р. до Канади, з 1925 р. жив у США, Каліфорнія. Працював сценаристом в Голлівуді.
Вів значну економічно-культурну діяльність, організовував мистецькі виставки, заснував кооператив «Друкарня канадійського русина». Співпрацював з українськими дипломатичними місіями УНР, був секретарем дипломатичного представництва ЗУНР у Лондоні (1920—1923 р.).
Володів польською, німецькою, англійською і французькою мовами.
Помер 28 липня 1947 р. у місцевості Укіянг (Укая). Похований неподалік м. Сан-Ґабріель (обидва шт. Каліфорнія, США).

## Творчість
Перекладав М. Твена, Дж.-К. Джерома, А. Франса, Е. Золя, М. Метерлінка та інших письменників.
Автор пригодницької повісті «The Flying Submarine» («Літаючий підводний човен»), сценаріїв.